# Хенрик Вергеланд
Хенрик Арнолд Таулоу Вергеланд(17. јун 1808. - 12 јул 1845) је био норвешки писац, најпознатији по својој поезији али је такође био драматург, историчар, и лингвиста. Члан је породице Вергеланд, која је имала велики утицај на норвешки културни живот 19. века. Хенрик Вергеланд је син Николаја Вергеланда, једног од чиновника који су 17. маја 1814. написали норвешки устав у Ејдсволу,  док је његова млађа сестра Камила Колет такође била позната списатељица и сматра се првом норвешком феминисткињом.

## Биографија
Хенрик Вергеланд је био најстарији син Николаја Вергеланда, који је био један од чиновника који су написали норвешки устав у Ејдсволу 1814. Камила Колет је била његова млађа сестра, а мајор-генерал Јозеф Франц Оскар Вергеланд је његов млађи брат.
Вергеланд је уписао Универзитет у Ослу 1825. године, како би студирао теологију, и дипломирао је 1829. године. Те године је постао симбол борбе за прославу дана (17. маја). Постао је народни херој након што је учествовао у „Бици на тргу" у Ослу, до које је дошло пошто је краљ забранио прославу норвешког Дана уставности. Вергеланд је учествовао у борби и касније постао цењен за побуну против локалних краљевских чиновника. Касније је постао први који је држао говор на тему 17. маја и Устава, и због тога се сматра човеком који је "започео" Дан уставности. Његов гроб и статуе са његовим ликом сваке године ките студенти и деца на Дан уставности. Такође, јеврејска заједница у Норвешкој сваке године, 17. маја, одаје поштовање Вергеланду због његовог залагања да се Јеврејима допусти улаз у Норвешку.

### Брак
1838. године, док је био у посети малој кафани на обали Осло фјорда, упознао је Амалију Софију Бекеволд, кћерку власника кафане, која је тада имала 19 година, а Вергеланд 25 година. Вергеланд се убрзо заљубио и запросио је исте јесени. Венчали су се 27. априла 1839. у Ејдсволској цркви, где је Вергеландов отац, Николај Вергеланд, био свештеник.
Иако је Амалија припадала радничкој класи, била је шармантна, мудра и интелигентна, и уз помоћ тих својих особина је убрзо освојила срце остатка Вергеландове породице. Камила Колет, позната списатељица, је постала њена драга пријатељица. Нису имали биолошке деце, али су усвојили Олафа, Вергеландово ванбрачно дете, рођено 1835. године. Вергеланд се постарао да његов син има приступ образовању, и Олаф Кнутсен ће касније постати важан учитељ.
Амалија је била инспирација за збирку љубавник песама; збирка је била пуна метафора о цвећу, док су претходне биле пуне метафора о звездама. Након Вергеландове смрти, удала се за свештеника Нилса Андреаса Бјерна, који је држао опело на Вергеландовој сахрани и који је био стари Вергеландов пријатељ.

### Запослење
Вергеланд је покушао током дугог низа година да се запосли као свештеник, али су га увек одбијали због тога што су сматрали да је његов начин живота "непредвидив и неодговоран".
Од јануара 1836. Вергеланд је радио као библиотекар у Универзитетској библиотеци у Ослу, за релативно малу плату. Током јесени 1838. године, тадашњи краљ Карл Јохан му је понудио "краљевску пензију" која је била дупло већа од његове тадашње плате. Вергеланд је прихватио новчану помоћ, и та пензија му је омогућила да се ожени и оснује породицу. Касније се запослио као шеф националног архива, где је био запослен од јануара 1841. године до 1844. када је морао да оде у пензију.
Након што се запослио, Вергеландови саборници у републиканском покрету су почели да сумњају да је издао њихова уверења. Он, као левичар, није требало да прихвати ништа од краља. Вергеланд је био амбивалентан према краљу. Карл Јохан је, са једне стране, био симбол Француске револуције, подсеtник на вредности које су Вергеланду биле важне, а са друге стране је био шведски краљ који је био сметња на путу за норвешку самосталност. Норвешки радикали га нису ценили, и у много прилика је морао да брани себе и своја уверења. 
Једном приликом, био је присутан на једној студентској прослави, и желео је да предложи здравицу у част професора, али је био прекинут у својој намери. Неколико пута је покушао да предложи здравицу, али је сваки пут одбијен. То га је толико погодило да је флашу сломио о сопствено чело. Касније те ноћи, студенти су се спремали да шетају у част универзитета, и оставили су Вергеланда за собом. Само један студент је пружио руку, и заједно су шетали. Тај студент је био Јохан Свердруп, отац норвешког парламентаризма.
Вергеланду није било омогућено ни да пише за неке од најпопуларнијих дневних новина, и самим тим није могао да се брани од оптужби.

### Болест и смрт
Пролећа 1844. разболео се од пнеумоније, и морао да проведе две недеље у кревету. Док се опорављао, инсистирао је да учествује у националној прослави те године, иако је био болестан. Након тога, опет се разболео и имао симптоме туберкулозе. Током последње године свог живота, написао је мноштво писама, песама, представа и политичких изјава.
Писао је скоро до смрти; последњу песму је написао 9. јула, три дана пре смрти. Преминуо је од последица болести рано ујутру 12. јула 1845. године у свом дому.
Сахрана је одржана 17. јула и више хиљада људи је било присутно. Ковчег су носили норвешки студенти, уместо кочије која је била намењена преносу тела. Вергеландов гроб није био прекривен земљом до касног поднева, и током читавог дана људи су бацали цвеће на његов ковчег, како би одали почаст.